# Episodi di Paso adelante (seconda stagione)
| nº originale | Titolo originale            | Titolo Italiano streaming    | n° TV | Titolo italiano              | Prima TV Spagna   | Prima TV Italia  |
| ------------ | --------------------------- | ---------------------------- | ----- | ---------------------------- | ----------------- | ---------------- |
| 1            | Bajo presión                | Sotto pressione              | 1     | Inizia l'anno nuovo          | 18 settembre 2002 | 12 ottobre 2004  |
| 1            | Bajo presión                | Sotto pressione              | 2     | Attenzione ai nuovi arrivati | 18 settembre 2002 | 13 ottobre 2004  |
| 2            | Cásate conmigo              | Sposati con me               | 3     | Convivenza difficile         | 25 settembre 2002 | 14 ottobre 2004  |
| 2            | Cásate conmigo              | Sposati con me               | 4     | Sfilata d'intimo             | 25 settembre 2002 | 15 ottobre 2004  |
| 3            | ¿Dónde está el anillo?      | Dov'è finito l'anello?       | 5     | L'anello della discordia     | 2 ottobre 2002    | 18 ottobre 2004  |
| 3            | ¿Dónde está el anillo?      | Dov'è finito l'anello?       | 6     | Amor sacro e amor profano    | 2 ottobre 2002    | 19 ottobre 2004  |
| 4            | A escena                    | In scena                     | 7     | Il compleanno                | 9 ottobre 2002    | 20 ottobre 2004  |
| 4            | A escena                    | In scena                     | 8     | Chi è di scena?              | 9 ottobre 2002    | 21 ottobre 2004  |
| 5            | Bésame mucho                | Baciami molto                | 9     | Baciami!                     | 16 ottobre 2002   | 22 ottobre 2004  |
| 5            | Bésame mucho                | Baciami molto                | 10    | Un mare di pettegolezzi      | 16 ottobre 2002   | 25 ottobre 2004  |
| 6            | Montar el numero            | Montare lo spettacolo        | 11    | In nome della cultura        | 23 ottobre 2002   | 26 ottobre 2004  |
| 6            | Montar el numero            | Montare lo spettacolo        | 12    | Segreto inconfessabile       | 23 ottobre 2002   | 27 ottobre 2004  |
| 7            | El último tango             | L'ultimo tango               | 13    | Una grande opportunità       | 30 ottobre 2002   | 28 ottobre 2004  |
| 7            | El último tango             | L'ultimo tango               | 14    | L'ultimo tango               | 30 ottobre 2002   | 29 ottobre 2004  |
| 8            | No quiero bailar            | Non voglio ballare           | 15    | Fobie                        | 6 novembre 2002   | 1º novembre 2004 |
| 8            | No quiero bailar            | Non voglio ballare           | 16    | Ingrid e Rafael in tournée   | 6 novembre 2002   | 2 novembre 2004  |
| 9            | Asaltar los escenarios      | Blitz sul palco              | 17    | Provino importante           | 13 novembre 2002  | 3 novembre 2004  |
| 9            | Asaltar los escenarios      | Blitz sul palco              | 18    | Arriva la televisione!       | 13 novembre 2002  | 4 novembre 2004  |
| 10           | Mira que está lejos Caracas | Guarda che Caracas è lontana | 19    | Caracas è lontana            | 20 novembre 2002  | 5 novembre 2004  |
| 10           | Mira que está lejos Caracas | Guarda che Caracas è lontana | 20    | Espulsione collettiva        | 20 novembre 2002  | 8 novembre 2004  |
| 11           | Dile que la quieres         | Dille che l'ami              | 21    | Non posso andare via         | 27 novembre 2002  | 9 novembre 2004  |
| 11           | Dile que la quieres         | Dille che l'ami              | 22    | Stregata dal successo        | 27 novembre 2002  | 10 novembre 2004 |
| 12           | Vestidas para matar         | Vestite per uccidere         | 23    | Misterioso ammiratore        | 4 dicembre 2002   | 11 novembre 2004 |
| 12           | Vestidas para matar         | Vestite per uccidere         | 24    | Tradimenti e piazzate        | 4 dicembre 2002   | 12 novembre 2004 |
| 13           | Atrapada por su pasado      | Intrappolate nel passato     | 25    | Una sostituta ingombrante    | 11 dicembre 2002  | 15 novembre 2004 |
| 13           | Atrapada por su pasado      | Intrappolate nel passato     | 26    | La prima volta               | 11 dicembre 2002  | 16 novembre 2004 |
| 14           | La postal de Navidad        | Gli auguri di Natale         | 27    | La festa di Natale           | 18 dicembre 2002  | 17 novembre 2004 |
| 14           | La postal de Navidad        | Gli auguri di Natale         | 28    | Confusione di cuore          | 18 dicembre 2002  | 18 novembre 2004 |

## Inizia l'anno nuovo
- Titolo originale: '
- Diretto da:
- Scritto da:

### Trama
Trascorse le vacanze estive, i ragazzi tornano a scuola per affrontare il secondo anno. Rober, avendo passato le vacanze con Silvia, torna molto rilassato. Nel frattempo nella scuola si stanno svolgendo le prove di ammissione per gli studenti del primo anno, alle quali partecipa Marta Ramòs che viene subito notata per il suo talento. Pedro, pentendosi di aver lasciato Silvia, non vede l'ora di incontrarla e di riavvicinarsi a lei. Intanto Lola cerca in tutti i modi di provarci con Pedro, ma appena vede che sta cercando di riallacciare i rapporti con Silvia scatta subito la gelosia. Ingrid consiglia a Lola di dimenticarsi Pedro e di provarci con altri ragazzi, così lei fa finta di provarci con uno studente del primo anno sperando di far ingelosire Pedro. Carmen decide che ormai è giunto il momento per Juan di lasciare gli alloggi della scuola sia perché quello che doveva essere un soggiorno temporaneo è finito per durare un anno e sia perché la infastidisce vedere l'allieva Ingrid nella stessa stanza del professore. Come insegnante di canto viene assunta una nuova docente, Cristina, molto amica di Diana. Nel frattempo Cristobal decide di fare i lavori in casa, ma per sbaglio fa demolire un muro portante e gli crolla la casa. Una volta cominciate le lezioni, Diana nota che gli allievi del secondo anno hanno perso l'allenamento e sono molto peggiorati, così decide di sottoporli a un esame e chi non lo supera rischia di ritornare al primo anno.

## Attenzione ai nuovi arrivati
- Titolo originale: '
- Diretto da:
- Scritto da:

### Trama
Cristobal e Juan, rimasti senza casa, si fanno ospitare da Gaspar che vive da solo. La convivenza non è semplice dal momento che il proprietario di casa impone delle regole. Ingrid è dispiaciuta del trasferimento di Juan e non sopporta dover vivere la loro relazione di nascosto. Carmen affida le preparazioni del musical annuale ad Adela e Cristobal, ma quando Diana viene a saperlo va su tutte le furie e litiga con Adela, siccome quel ruolo è stato sempre suo. Durante le prove di ammissione Marta Ramòs incontra Adela e le confessa di essere sua sorella. Marta non vede Adela da 11 anni e non sa che sua sorella in quel periodo di tempo è stata alcolizzata e ha fatto la spogliarellista. Alla fine Diana decide di rimandare al primo anno Silvia, Ingrid, Erika e Luisa. Gaspar viene a sapere che deve lasciare casa sua poiché col divorzio la casa spetterebbe alla moglie. Quando escono i risultati per le prove di ammissione dei ragazzi del primo anno, un ragazzo che ha scoperto di essere stato bocciato se la prende con Diana, a un certo punto Pedro interviene in sua difesa e scoppia una rissa. Antonio cerca di calmare i ragazzi, ma viene spinto e cade dalle scale finendo in ospedale. Nel frattempo a scuola si festeggia l'inizio dell'anno e Marta ci prova con Pedro. Intanto Gaspar, Cristobal e Juan sono alla ricerca di una casa e alla fine finiscono per prendere la stessa casa insieme.

## Convivenza difficile
- Titolo originale: '
- Diretto da:
- Scritto da:

### Trama
Ingrid vorrebbe passare la notte a casa di Juan, ma Gaspar non è d'accordo e la manda via. Dopo un periodo di lezioni di recupero al primo anno, Diana riammette Silvia, Ingrid, Erika e Luisa al secondo anno. Carmen confida a Juan di trovare assurda la sua relazione con un'allieva, ma il professore chiarisce che non si tratta di una storia passeggera, anzi, comunica pubblicamente che ha intenzione di sposare Ingrid. Appena Diana lo scopre, scoppia in lacrime ed è tormentata perché continua a provare qualcosa per Juan. Intanto Pedro decide di partecipare ad una sfilata di intimo in segreto, ma una volta lì incontra Rober e Marta. I due ragazzi però raccomandano Marta di non dire in giro che hanno fatto una sfilata d'intimo, ma purtroppo viene a saperlo Adela e di conseguenza anche Lola e Silvia.

## Sfilata di intimo
- Titolo originale: '
- Diretto da:
- Scritto da:

### Trama
Juan regala un anello a Ingrid facendole una proposta di matrimonio e lei accetta. Adela non vuole che la sorella partecipi a sfilate d'intimo perché teme che finisca per fare la spogliarellista, ma Marta risponde che ha partecipato al provino solo per esperienza di lavoro e che ha intenzione di sfilare. Intanto Diana continua a star male per Juan al punto da distrarsi anche durante le sue lezioni. Durante la sfilata Marta si distrae e cade dal palco slogandosi una caviglia, ma per fortuna non è niente di grave. Tra Juan e Ingrid cominciano a nascere dei dubbi sul matrimonio, così decidono di ripensarci.

## L'anello della discordia
- Titolo originale: '
- Diretto da:
- Scritto da:

### Trama
Alicia impone a Carmen di far entrare un nuovo ragazzo, Jero Ruiz, direttamente al secondo anno poiché ritiene che abbia molto talento come musicista. Appena arrivato lo prendono in giro perché si mostra una frana nella recitazione e Cristobal gli chiede di fare uno sforzo per migliorare.  Lola decide di fare una sorpresa a suo padre e si presenta a cena, ma scopre che è stato a letto con una prostituta. Lei scappa via arrabbiata e cerca di evitare il padre. Dopo le lezioni Lola, Ingrid e Silvia si recano in uno studio radiofonico per ritirare un premio, ma siccome c'è un'enorme fila di gente, Lola finge di svenire distraendo la folla, per recuperare i biglietti prima che ricomincino le lezioni. Marta ha perso completamente la testa per Pedro e lo confessa a sua sorella Adela che a sua volta vuole assicurarsi che lui non faccia soffrire Marta, così decide di invitarlo a cena fuori, ma lui fraintende e la bacia. Nel frattempo Ingrid si accorge di aver perso l'anello che le ha regalato Juan e viene trovato da Diana che nel tentativo di provarlo gli rimane incastrato al dito. Silvia riceve la proposta di lavorare come dj alla radio ma durante il concorso si dimostra una frana. Per salvare la situazione interviene Rober che vince il concorso al posto della fidanzata.

## Amor sacro e amor profano
- Titolo originale: '
- Diretto da:
- Scritto da:

### Trama
Rober comincia a lavorare alla radio e litiga con Silvia perché voleva il suo posto. Juan scopre che Diana ha trovato l'anello di Ingrid così l'aiuta a sfilarlo e lo riporta alla sua fidanzata. Marta, con la scusa di esercitarsi, coinvolge Pedro a ballare e lo bacia. Nel frattempo Jero si sta esercitando in teatro per provare una scena in cui finge di morire con un cappio attorno al collo, purtroppo l'esperimento va a male e rischia veramente di morire. Fortunatamente però Antonio, durante il suo giro di perquisizione, lo trova in difficoltà e lo salva. Il giorno seguente Carmen rimprovera Cristobal per aver assegnato una prova troppo azzardata che avrebbe potuto compromettere la vita di un alunno, ma il professore si giustifica dicendo che non è un suo problema se gli alunni arrivano a fare cose estreme. Carmen non accetta il comportamento di Cristobal e decide di sospendere le sue lezioni.

## Il compleanno
- Titolo originale: '
- Diretto da:
- Scritto da:

### Trama
Pedro, Rober, Ingrid, Silvia e Luisa organizzano una festa di compleanno a sorpresa per Lola, ma lei non è in vena di festeggiamenti sia perché è ancora molto triste per quello che è successo col padre e sia perché la madre morì il giorno dopo il suo compleanno. Durante la lezione di Juan, Jero gli fa ascoltare un pezzo di musica elettronica composta da lui e il professore lo accusa di non saper suonare e che quella non è vera musica, così Jero esce dall'aula e comincia a suonare il pianoforte in modo eccellente, dimostrando a Juan che si sbagliava su di lui. Carmen comunica ad Adela che deve scegliere una ragazza con cui ballare al teatro Real in nome della scuola. Dopo i provini Adela decide di scegliere la sorella Marta, ma quando la sente parlare al telefono coi genitori dicendogli che se fosse riuscita a vincere il provino, li avrebbe invitati, allora Adela cancella il suo nome dalla lista e sceglie Lola. Marta ci rimane male e litiga con la sorella. Cominciano le prove per l'esibizione, ma Lola è parecchio distratta per il brutto periodo che sta passando.

## Chi è di scena?
- Titolo originale: '
- Diretto da:
- Scritto da:

### Trama
Lola rinuncia a ballare con Adela e alla fine lei propone a Marta di prendere il suo posto, a patto però che non vengano i suoi genitori a vederla siccome non è in buoni rapporti. Jero nota che Lola ha una voce stupenda e le propone di cantare una canzone che ha scritto lui. Marta e Pedro vanno a letto insieme, nel frattempo Silvia va a trovare Rober alla radio, lui pensa sia venuta per fare pace e la sorprende con un bacio ma lei lo spinge facendolo cadere sulla console della radio dove per sbaglio preme alcuni tasti che attivano il microfono, motivo per cui la loro discussione viene ascoltata in radio. A scuola Pedro, Marta, Jero e Erika che stavano ascoltando la radio si ritrovano a sentire Rober e Silvia che litigano. Durante la discussione Rober chiede a Silvia perché non ha confessato a Pedro che stavano insieme e lei risponde che non aveva intenzione di ferirlo. Di conseguenza Marta capisce che Pedro è innamorato di Silvia. Lola e Jero si esibiscono a lezione con una canzone scritta da lui e ricevono i complimenti dei professori, in particolare di Juan che vuole aiutarlo a migliorare i suoi pezzi. Alla fine Lola si chiarisce col padre e gli chiede scusa.

## Baciami!
- Titolo originale: '
- Diretto da:
- Scritto da:

### Trama
Juan chiede ai ragazzi di scrivere una canzone in due giorni. Lola chiede a Jero di passargli la canzone che le ha fatto cantare, lui dapprima non vuole ma infine cede, così lei approfitta della presenza di Pedro per dare un bacio a Jero nel tentativo di farlo ingelosire. Mentre Pedro cerca di scrivere una canzone trova casualmente uno spartito che Jero aveva buttato e decide di presentarlo a Juan, ma quando Jero scopre che Pedro sta cantando la sua canzone lo interrompe e si arrabbia con lui. Carmen comunica ad Adela e Cristobal che hanno 3 giorni di tempo per preparare il musical siccome verranno a vederli quelli del ministero per dare un importante finanziamento alla scuola. Di conseguenza Adela cerca di portare avanti il musical a ritmi pazzeschi ma Lola, sforzandosi troppo nel cantare, perde la voce e viene sostituita da Ingrid.

## Un mare di pettegolezzi
- Titolo originale: '
- Diretto da:
- Scritto da:

### Trama
Adela e Cristobal si incontrano a casa di lui per organizzare il musical. Mentre Cristobal è impegnato nel prendere le sue cose, Adela cede a un bicchiere di alcol lasciato incustodito da Cristobal, tra un bicchiere e l'altro i due finiscono per ubriacarsi e vanno a letto insieme. Il giorno dopo Adela si rende conto di aver fatto un errore e chiede a Cristobal di dimenticare tutto. Poche ore prima del musical Lola riacquista la voce, ma finge di essere ancora afona perché non vuole togliere il ruolo di protagonista a Ingrid. Alla fine però si fa scoprire e decidono di farla esibire.

## In nome della cultura
- Titolo originale: '
- Diretto da:
- Scritto da:

### Trama
I ragazzi si esibiscono nel musical e riscuotono un grande successo. Per festeggiare Lola, Pedro e Jero si esibiscono davanti a tutta la scuola con la loro canzone, ma vengono interrotti da Antonio. Marta viene a conoscenza della morte di una sua cara zia e la madre le incarica di prendere le sue ceneri provenienti dalle Filippine per poi venire a prenderle a scuola, così si fa aiutare da Adela. Silvia e Rober sono stati invitati allo spettacolo della zia Alicia, ma la nipote essendo stanca finisce per addormentarsi e viene fotografata dai giornali, facendo uno scoop contro lo spettacolo. Cristobal incarica i suoi allievi di interpretare e riprendere una scena in un luogo pubblico. Lola e Pedro decidono di girare la scena vicino a un monumento e vengono fermati dai vigili che li intimano di allontanarsi perché senza permessi non possono fare riprese. Pedro si ribella e finisce in galera ma dopo due giorni riesce a uscire. Jero fa ascoltare a Juan la canzone modificata e chiede se è possibile incidere un demo coi fondi della scuola, ma il professore gli fa capire che non è possibile. Ma Jero non si dà per vinto, così si mette alla ricerca di una sala per incidere a prezzi convenienti e chiede ai ragazzi del gruppo (Lola, Pedro, Ingrid, Silvia e Rober) di dividere la spesa. Purtroppo però non tutti accettano perché hanno problemi economici e di questo passo Jero teme di non poter realizzare il suo sogno. Durante le lezioni Silvia comincia ad accusare problemi di stanchezza, non riesce a dare il meglio di sé e finisce per litigare con Rober. Gaspar viene a conoscenza che uno dei più importanti teatri della Spagna sta per essere demolito così decide di darsi da fare.

## Segreto
- Titolo originale: '
- Diretto da:
- Scritto da:

### Trama
Gaspar assieme ai ragazzi va in giro per Madrid per raccogliere firme contro la demolizione di un teatro storico. Pedro e gli altri notano pochissime adesioni così decidono di occupare il teatro e ballare al suo interno. Appena Carmen viene a saperlo si infuria con Gaspar e lo obbliga a mettere fine alla protesta. Lola scopre un test di gravidanza in bagno e Silvia le confessa di essere incinta, ma le fa promettere di non dirlo a nessuno. I genitori di Marta arrivano a scuola per trovare la figlia e incontrano anche Adela. Marta nota immediatamente che tra Adela e i suoi genitori c'è qualcosa che non va e vuole sapere per quale motivo non si parlano da anni, così Adela confessa alla sorella il suo burrascoso passato da alcolizzata e spogliarellista. Lola cerca di convince Silvia a confessare a Rober che è in stato d'attesa, ma lei non vuole. Carmen incarica Diana di scegliere i più bravi ragazzi della scuola per farli esibire in una gara di danza tra le migliori scuole della Spagna. Jero si fa aiutare da Lola per incidere un demo che poi dà a Rober per farlo passare alla radio, ma i suoi superiori non glielo permettono. Così Jero va alla radio e approfitta dell'assenza di Rober per mandare in onda il demo.

## Una grande opportunità
- Titolo originale: '
- Diretto da:
- Scritto da:

### Trama
Lola, Pedro e Silvia gioiscono nel sentire la loro canzone alla radio, ma Rober appena scopre che Jero ha cambiato il cd e mandato in onda il demo si infuria con lui. Poco dopo interviene un superiore di Rober e decide di licenziarlo. Dopo i provini per la gara di danza, i ragazzi si rendono conto che Diana non ha scelto nessuno del secondo anno, così arrabbiati chiedono aiuto ad Adela che organizza un secondo gruppo e sfida quello di Diana.

## L'ultimo tango
- Titolo originale: '
- Diretto da:
- Scritto da:

### Trama
Comincia la gara e in finale arrivano i gruppi di Diana e Adela che dovranno affrontare una prova resistenza: il gruppo che riuscirà a ballare più a lungo vince la gara. Durante la prova finale Silvia si sforza troppo e sviene. Viene portata d'urgenza in ospedale dove scopre di aver vissuto un aborto. Rober cerca di parlare con Silvia ma lei lo ignora e vuole lasciarlo. Presa dallo sconforto comincia a saltare le lezioni rischiando la bocciatura. Intanto Jero convince i ragazzi a metter su un gruppo musicale (U.P.A Dance) di cui Juan sarà il manager. Marta litiga con Pedro perché capisce che le piace Silvia e decidono di lasciarsi. Intanto il più importante ballerino spagnolo cerca una ballerina per la sua nuova tournée da inserire nella compagnia, e dopo un provino sceglie Ingrid. Durante la lezione di recitazione Cristobal vuole che i ragazzi si confrontino con le loro paure, così chiede a Pedro cosa lo spaventa e lui risponde di essere claustrofobico. Il professore gli fa svolgere l'esercitazione chiudendolo in un armadio, ma lui non riesce a resistere e spacca le ante per uscire.

## Fobie
- Titolo originale: '
- Diretto da:
- Scritto da:

### Trama
Carmen rimprovera per l'ennesima volta i metodi che Cristobal usa nelle sue lezioni e che rischiano di compromettere la sicurezza degli allievi. In sala professori Adela trova una rosa con un biglietto con su scritto "ti amo" accanto alla sua borsa e intuisce che sia stato Cristobal a regalargliela. Silvia è sempre più triste ed è entrata ormai in una sorta di depressione: non vuole né mangiare, né ballare e né partecipare alle lezioni. Rober cerca di consolarla ma con scarsi risultati. Intanto Jero riunisce il gruppo e comunica ai ragazzi che dovranno esibirsi, ma purtroppo ognuno ha i propri impegni e quasi tutti gli danno buca tranne Lola. Durante la lezione di recitazione Pedro si sfoga con Cristobal definendolo un sadico che si diverte coi suoi originali metodi di fare teatro solo per umiliarli, ma il professore gli risponde che lo fa per aiutarli e insegnargli qualcosa. Mentre Pedro mette a posto il ripostiglio viene improvvisamente chiuso a chiave ed è costretto a passarci la notte vivendo attimi di terrore e pensando che sia stato Cristobal a rinchiuderlo. Il giorno dopo Antonio apre lo stanzino e Pedro ne esce terrorizzato, poi corre in mensa e aggredisce il professore di recitazione. Antonio cerca di fermare Pedro e gli dice che è stato lui a chiudere erroneamente il ripostiglio senza controllare. Intanto Ingrid informa Juan che dovrà stare fuori un anno intero per la tournée, ma lui non è d'accordo e finiscono per litigare. Adela invita a cena Cristobal per parlare della loro situazione. Alla fine Silvia si riprende e torna a frequentare le lezioni.

## Ingrid e Rafael in tournée
- Titolo originale: '
- Diretto da:
- Scritto da:

### Trama
Adela e Cristobal devono preparare il nuovo musical "La febbre del sabato sera" e la protagonista sarà Silvia. A breve ci saranno i provini per decidere chi sarà il protagonista maschile e Rober vuole ottenere il posto a tutti i costi per stare accanto a Silvia, così chiede a Pedro il favore di non presentarsi, ma lui non accetta. Il ballerino della tournée comunica a Ingrid che debutteranno tra due mesi e che lei deve prendere la difficile decisione di lasciare la scuola. Silvia chiede scusa a Rober per avergli mentito sulla gravidanza, lui accetta le scuse e chiede di ritornare assieme, ma lei non vuole. Marta confessa ad Adela che la rosa col biglietto è opera sua e non di Cristobal. Dopo la cena Adela e Cristobal tornano a casa di lui, ma la trovano senza mobili e realizzano di aver subito un furto. Il giorno prima dell'iscrizione ai provini, Rober rinchiude Pedro in lavanderia, ma lui riesce a liberarsi e a iscriversi per il provino. Il produttore del gruppo convoca il manager Juan e i ragazzi per comunicargli che vuole chiudere i contatti con loro siccome nell'ultimo periodo non sono stati molto uniti. Di conseguenza Lola se la prende con Pedro, Silvia e Rober ricordando loro che se non sfruttano queste opportunità non potranno mai arrivare da nessuna parte.

## Provino importante
- Titolo originale: '
- Diretto da:
- Scritto da:

### Trama
Cristobal invita i suoi colleghi ad un suo spettacolo che non riscuote grande successo e appena il produttore teatrale viene a saperlo lo manda via. Cristobal però non si arrende, vorrebbe cercare un altro produttore ma non ha i soldi, così Gaspar si offre di aiutarlo ma a patto che lui accetti i suoi consigli. Juan comunica al gruppo che Diana sarà la loro coreografa, ma Ingrid non è d'accordo siccome non è in buoni rapporti con la docente. Diana per non complicare le cose decide di ritirarsi. Alla fine Pedro decide di rinunciare a sostenere il provino per il protagonista del musical e aiuta Rober a esercitarsi nel ballo. Durante i provini, Carmen Arranz comunica ai ragazzi che la televisione verrà a riprendere il loro musical e Pedro si pente di non aver fatto il provino. Lola litiga con Ingrid perché per colpa sua non hanno una coreografa e se non ne trovano un'altra in tempo rischiano di perdere quest'altra occasione per avere successo. Così Silvia convince Ingrid a chiedere scusa a Diana e a riammetterla come coreografa. Di conseguenza Ingrid decide di lasciare il gruppo. Pedro si presenta ai provini per il musical e litiga con Rober per aver infranto la promessa. Intanto Cristobal scopre che Adela sta frequentando un altro e muore dalla gelosia.

## Arriva la televisione!
- Titolo originale: '
- Diretto da:
- Scritto da:

### Trama
Cristobal e Gaspar cominciano ad avere problemi per la messa in scena dello spettacolo, così decide di abbandonare tutto. Jero escogita un metodo per esibirsi col gruppo a un evento dove potrebbero guadagnarsi un po' di visibilità, il problema è che per riuscire a farlo dovranno travestirsi da camerieri. Quando Jero fa partire la musica i ragazzi smettono di servire ai tavoli e salgono sul palco per esibirsi, ma vengono cacciati. Fortunatamente però un produttore li nota e gli comunica che vuole incidere un disco con loro. Il giorno dopo Adela riceve numerosi fiori dal tipo che sta frequentando e Cristobal continua a essere sempre più geloso. Intanto si avvicinano gli esami e i professori cominciano a essere sempre più pretenziosi, specialmente Cristobal che sta facendo montare un'impalcatura all'interno della scuola. Appena Carmen viene a saperlo, per evitare che il professore rischi di mettere in pericolo la sicurezza degli allievi, comunica agli alunni che sarà lei a sostenere gli esami di recitazione. Il ballerino della tournée comunica a Ingrid che tra 3 giorni partiranno per Caracas e lei deve al più presto prendere una decisione sulla scuola. Intanto a scuola giungono dei fotografi che vogliono realizzare un servizio fotografico al gruppo per la copertina del CD e cominciano a scattare delle foto ai componenti. Il produttore nutre molta simpatia per Lola e la prende da parte dicendole che lei è la leader del gruppo.

## Caracas è lontana
- Titolo originale: '
- Diretto da:
- Scritto da:

### Trama
Durante gli esami, mentre Lola e Ingrid si esibiscono in danza moderna le ragazze notano che Diana lancia verso di loro degli sguardi di disapprovazione. A un certo punto Ingrid si ferma, aggredisce verbalmente la professoressa e decide di andarsene comunicando a tutti i professori presenti che lascerà la scuola per andare a Caracas. Adela dice a Cristobal di amarlo. La sera stessa Lola riceve una chiamata dal produttore che la passa a prendere per invitarla a una festa dove conosce altri personaggi famosi e durante la quale il produttore le consegna una copia della copertina del CD. Lola nota che nella copertina manca Jero e il produttore le spiega che ha deciso di non farlo comparire perché è poco fotogenico. Intanto Silvia, Pedro e Rober sono preoccupati per l'esame di recitazione che verrà organizzato da Carmen, così durante la notte decidono di introdursi di nascosto nel suo ufficio per prendere una copia dell'esame e prepararsi in anticipo. Il giorno seguente Lola mostra al gruppo la copertina che le ha dato il produttore, Jero nota che manca la sua foto e ci resta molto male.

## Espulsione collettiva
- Titolo originale: '
- Diretto da:
- Scritto da:

### Trama
Per Silvia, Pedro e Rober non c'è alcun problema se Jero non compare in copertina, ma Lola lo difende ricordando ai suoi amici che è stato merito suo se stanno per avere successo. Il giorno seguente Carmen fa capire ai ragazzi che qualcuno ha rubato una copia dell'esame e sul momento decide di cambiare tema. Rober si ribella perché vuole che sia Cristobal a sostenere gli esami di recitazione e a nome di tutti dice di non voler sostenere gli esami. Allora Carmen decide di espellere gli allievi ma fortunatamente si tratta di una messa in scena organizzata dalla direttrice e Cristobal. Juan non vuole stare lontano da Ingrid ma a sua volta non vuole impedirle questa grande opportunità di andare in tournée, così decide di lasciarla ma lei non è d'accordo e finiscono per litigare. Jero ha intenzione di sciogliere il gruppo, ma Juan gli consiglia di non prendere decisioni avventate e pensarci bene a rifiutare questa grande opportunità. Adela ritratta i suoi sentimenti per Cristobal e lui rimane molto deluso da lei. Intanto all'aeroporto, il volo di Ingrid per Caracas sta per partire ma pochi istanti prima della partenza decide di mollare tutto, scusandosi col ballerino della tournée, e ritorna a scuola chiedendo a Carmen di essere riammessa. Il produttore contatta i ragazzi del gruppo e comunica loro di preparare una coreografia per debuttare in televisione. Intanto Diana è contenta che Ingrid sia finalmente partita per Caracas, così ha campo libero per riprovarci con Juan. Poco dopo però scopre che Ingrid è tornata e che Carmen l'ha riammessa e vuole ritornare nel gruppo e questo la manda su tutte le furie. Quando escono i risultati degli esami Lola scopre di essere stata bocciata perché ha dedicato più tempo al gruppo e meno agli esami, così comunica a Jero di voler abbandonare il gruppo. Alla fine dei provini per il musical, Cristobal sceglie Rober come protagonista.

## Non posso andare via
- Titolo originale: '
- Diretto da:
- Scritto da:

### Trama
Adela litiga con Cristobal perché ha scelto Rober come protagonista senza avere il suo parere. Lola si confida con suo padre e gli confessa di aver lasciato il gruppo, ma lui le consiglia di non prendere decisioni affrettate e di cercare di trovare il tempo sia per gli esami che per il gruppo. Dopo la lezione di danza classica, Adela decide di dare un'altra possibilità a Lola per recuperare l'esame, ma lei le dà buca, mancandole di rispetto, poiché doveva esibirsi in tv con il gruppo. Cristobal è seriamente seccato da Silvia che non si impegna nella sua materia, così viene convinta da Pedro a partecipare ad una pubblicità di materassi che suscita la gelosia di Rober. Gaspar decide di metter su con Cristobal lo spettacolo de "La Celestina" ingaggiando un famoso produttore, poi propongono a Carmen di recitare come protagonista nel loro spettacolo. Dopo l'esibizione in tv Lola comincia a montarsi la testa e litiga con i suoi amici.

## Stregata dal successo
- Titolo originale: '
- Diretto da:
- Scritto da:

### Trama
Cristobal per farsi perdonare porta Adela a una cena col produttore teatrale. Lui però riconosce subito Adela, ricordandosi di quando faceva la spogliarellista e il suo obiettivo è quello di sedurla. Adela fa capire al produttore teatrale che non ci sta e lui, sentendosi offeso, le rivolge una battuta volgare. Cristobal prende le difese di Adela e molla un pugno al produttore. Il giorno dopo Cristobal dice ad Adela di amarla e le dà un bacio. Lola trova in camera sua un regalo e pensa sia stato Pedro a regalarglielo, così decide di scrivergli una lettera di ringraziamenti durante la lezione di Gaspar, ma il professore se ne accorge e la legge ad alta voce umiliandola pubblicamente. Pedro di conseguenza risponde che non le ha fatto nessun regalo e lei, imbarazzata, scappa via dall'aula.

## Misterioso ammiratore
- Titolo originale: '
- Diretto da:
- Scritto da:

### Trama
Diana sta ogni giorno sempre più male perché vuole tornare con Juan, così con una scusa riesce a sedurlo e portarlo a letto. Il padre di Rober va a trovare il figlio e lo porta con sé per convincerlo ad avvicinarsi all'azienda del padre, ma Rober gli ripete più volte che non è interessato alla sua azienda e che vuole realmente diventare un attore. Il giorno dopo Lola riceve un altro biglietto anonimo che le dice di presentarsi in teatro per conoscere il suo ammiratore, purtroppo però si tratta di uno scherzo e Lola ci rimane male. Il produttore decide di licenziare Juan come manager e Diana come coreografa, ma nonostante questo il professore di musica consiglia ai suoi allievi di andare avanti lo stesso. Lola, offesa per lo scherzo dei suoi compagni, resta un paio di giorni a casa. Pedro, preoccupato per lei, va a trovarla e la convince a tornare dicendole che non deve dare troppa importanza agli altri poiché lei è una bella ragazza e ha molto talento. La sera stessa Lola trova un altro regalo in camera sua e Jero si fa avanti dicendo che è lui l'ammiratore segreto che le manda i regali e che le piace molto, anche se intuisce che a Lola piace Pedro. Ingrid va a casa di Juan per fargli una sorpresa, ma accidentalmente ascolta un messaggio della sua segreteria telefonica in cui capisce che è stato a letto con Diana.

## Tradimenti e piazzate
- Titolo originale: '
- Diretto da:
- Scritto da:

### Trama
Lola è finalmente contenta di ricevere attenzioni da parte di un ragazzo e vuole condividere la sua felicità con Ingrid che è amareggiata per il tradimento di Juan. Ingrid però non si lascia abbattere e si vendica del suo ormai ex ragazzo rompendogli i dischi in vinile a cui lui teneva tanto. Adela e Cristobal sono in giro per Madrid e mentre scherzano lei si distrae e viene investita da un'auto. L'incidente le procura una grave ferita alla gamba e la costringe a stare ferma per un mese. I ragazzi del gruppo ricevono dei biglietti aerei per andare a Londra per registrare il CD e pubblicarlo. Pedro chiede a Jero di lasciare lui e Lola da soli quando saranno a Londra, inconsapevole che anche lui prova qualcosa per lei. Prima di partire però Jero chiede a Carmen il permesso di assentarsi dai corsi, ma lei rifiuta. Siccome per lui è un'occasione imperdibile non si dà per vinto e mente ai ragazzi del gruppo dicendogli di aver ottenuto il permesso. Intanto Adela è preoccupata e spera di rimettersi al più presto per tornare a ballare. Così Cristobal per farla sentire meno sola la ospita a casa sua. Nel frattempo Carmen cerca una sostituta per le lezioni di danza classica e Alicia si offre volontaria.

## Una sostituta ingombrante
- Titolo originale: '
- Diretto da:
- Scritto da:

### Trama
Cominciano le lezioni di danza classica tenute da Alicia che si mostra molto severa con gli allievi. Cristobal e Carmen sono preoccupati per Adela e temono che possa ricadere in depressione. Nel frattempo Diana, che sostituisce Adela nella preparazione del musical, comunica a Carmen che è tutto pronto e che verrà la tv a riprendere il musical, ma Cristobal preferisce rimandare lo spettacolo fino a quando Adela non si sarà rimessa. Diana non è d'accordo e litiga con i suoi colleghi. Quando Adela scopre che la sua sostituta è Alicia va su tutte le furie e comincia a pensare che le voglia rubare il posto, ma Carmen la rassicura. Lola, Pedro e Jero arrivano a Londra, registrano il disco e durante la loro permanenza i due ragazzi cercano di provarci con Lola. A un certo punto Pedro riceve una telefonata da Antonio e scopre che Jero non ha ottenuto i permessi per partire, così finiscono per litigare perché rischiano l'espulsione. Adela non sopporta di dover stare a casa, così senza preavviso si presenta a scuola per fare lezione ma Carmen la esorta a uscire dall'aula perché non può fare lezione in quelle condizioni. Rober viene a sapere da Cristobal che il musical è rimandato, ma lui e altri allievi non sono d'accordo sulla decisione di rimandare lo spettacolo e decidono di metterlo in scena. Inoltre Rober chiama un canale televisivo, fingendosi Cristobal, e lo invita a girare le riprese del musical.

## La prima volta
- Titolo originale: '
- Diretto da:
- Scritto da:

### Trama
Pedro e Jero si dividono. In un secondo momento Lola incontra Jero che si fa perdonare proponendole di accompagnarla in giro per Londra. Trascorrono una piacevole giornata e la sera stessa passano la notte insieme. Il giorno dopo Pedro scopre che Lola è andata a letto con Jero e ci rimane male. Intanto Cristobal è molto preoccupato per Adela che in un momento di rabbia l'ha accusato di essere responsabile dell'incidente. Carmen e Cristobal scoprono che Rober, Silvia e gli altri allievi del secondo anno mettono in scena il musical facendosi riprendere dalla televisione e rilasciando interviste. Appena Lola, Pedro e Jero tornano a scuola vanno da Carmen per chiarirsi, ma lei in realtà non sa che i ragazzi sono già stati a Londra così decidono di non dirle nulla scampando il rischio dell'espulsione. Intanto Adela decide di ritornare a casa per stare da sola, ma Cristobal non la lascia andare via e si ostina per aiutarla. Si avvicina il Natale e Carmen chiede a Diana di realizzare degli originali biglietti d'auguri. Così pensa di fare delle foto artistiche e si mette alla ricerca di volontari tra gli allievi, ma nessuno si fa avanti e alla fine viene scelta, tramite un sorteggio, Ingrid. Nel frattempo Alicia si lamenta dello scarso livello degli allievi del secondo anno e avvisa loro che se non si impegneranno a fondo sarà costretta a bocciarli. Più tardi Alicia convoca professori e allievi in teatro per comunicare dei cambiamenti poiché ritiene che né i professori e né gli allievi abbiano la preparazione sufficiente per insegnare in una scuola di prestigio e obbliga i docenti a sostenere degli esami di aggiornamento, anche se loro non sono d'accordo.

## La festa di Natale
- Titolo originale: '
- Diretto da:
- Scritto da:

### Trama
Adela va in ospedale per farsi togliere il gesso alla gamba, ma il dottore le comunica che la sua lesione è ancora molto grave e dovrà tenere la gamba ingessata per un altro po'. Adela comincia ad agitarsi perché non vede l'ora di tornare a camminare ma Cristobal cerca di tranquillizzarla. Alicia che ha ormai preso il controllo della scuola, comunica agli allievi che dopo le vacanze natalizie dovranno sostenere degli esami extra per verificare la loro preparazione. Rober capisce che Pedro sta male per Lola, ma gli rivela che lei è andata a letto con Jero, così lui gli consiglia di fare il possibile per riuscire a riconquistarla. Durante il servizio fotografico Diana non perde l'occasione di lanciare frecciatine a Ingrid, così dopo aver terminato Ingrid decide di vendicarsi facendosi scattare una foto nuda in posa sexy che andrà poi sulla copertina dei biglietti d'auguri. Intanto Lola, Pedro, Rober, Silvia e Erika vanno a trovare Adela per trascorrere un po' di tempo con lei. Rober finisce per raccontarle i cambiamenti che Alicia ha imposto alla scuola e Adela ci rimane male perché nessuno l'ha avvisata.

## Confusione di cuore
- Titolo originale: '
- Diretto da:
- Scritto da:

### Trama
Pedro va a trovare Lola alla vigilia di Natale, ma appena vede Jero se ne va. Adela stufa di portare il gesso alla gamba compie una pazzia e decide di toglierselo da sola e di andare a fare lezione. Arrivano i biglietti di auguri dalla copisteria che fanno scalpore in tutta la scuola. Finalmente Pedro ha l'occasione di parlare con Lola e dice di amarla, ma la ragazza gli fa capire che ormai è troppo tardi anche se è stata innamorata di lui per 2 anni. Comincia lo spettacolo natalizio degli allievi in cui Lola canta e gli altri ballano. Rober litiga con suo padre perché vuole obbligarlo a lasciare la scuola, ma lui insiste nel voler diventare un attore. Di conseguenza il padre di Rober prende la decisione di non pagargli più la retta scolastica. I genitori di Jero si presentano a scuola assieme a una ragazza bionda che si presenta come la sua fidanzata. Lola rimane sconvolta e litiga con Jero. Ingrid viene a sapere che sua madre è finita in un ospedale psichiatrico a causa di una forte depressione. Cristobal sorprende Adela senza il gesso alla gamba e insiste nel riportala in ospedale, lei invece non vuole andarsene e vuole dimostrare a tutti che sta bene, ma finisce per cadere aggravando di più la sua ferita. Nel frattempo gli allievi fanno le valigie per tornare a casa e godersi le feste di Natale. 